# Światowy Dzień Edukacji Ekologicznej
Światowy Dzień Edukacji Ekologicznej (ang. World Environmental Education Day, International Environmental Education Day) – święto obchodzone corocznie 26 stycznia od 1975 roku, gdy Organizacja Narodów Zjednoczonych zorganizowała w ramach konferencji UNESCO w Belgradzie Międzynarodowe Warsztaty na temat Edukacji Ekologicznej, z udziałem ekspertów z ponad 70 krajów. Podczas tego spotkania uchwalono Międzynarodową Kartę Nauczania Ochrony Środowiska, zwaną Kartą Belgradzką. 
Głównym celem obchodów tego święta jest identyfikowanie problemów środowiskowych w skali globalnej i lokalnej, a także podnoszenie świadomości potrzeby działań na rzecz zachowania i ochrony środowiska. Dzięki edukacji w tej dziedzinie, zarówno dzieci, jak i dorośli mogą lepiej zrozumieć przyczyny i skutki niszczenia środowiska, zmian klimatycznych oraz coraz szybszego zużywania wody, drewna i innych ograniczonych zasobów środowiska, co zagraża nie tylko przyszłym pokoleniom, ale już teraz negatywnie wpływa na ludzkie zdrowie, warunki życia oraz bioróżnorodność. Większa świadomość społeczna tych problemów jest niezbędna do wprowadzenia niezbędnych regulacji prawnych, by zastąpić taką rabunkową gospodarkę zrównoważonym rozwojem.